# Paraiemea vishnuae
Paraiemea vishnuae är en stekelart som beskrevs av Sureshan och T.C. Narendran 1998. Paraiemea vishnuae ingår i släktet Paraiemea och familjen puppglanssteklar. Inga underarter finns listade i Catalogue of Life.